# دائرة رقان
دائرة رقان دائرة من دوائر ولاية أدرار الجزائرية. وتضم بلديتين وهي بلدية رقان وبلدية سالي.
من معالها مسجدها الكبيرا هو مسجد علي بن أبي طالب فيه مدرسة النور الشرعية للتعليم القرآني والفقهي لشيخها الدباغي عبد الكريم وولي عهده إبنه محمد عبد الرحمن الذين يقومان علي تسيرها والنشاط فيها كما ثضم 200 طالبا من داخل وخارج الوطن وبها عدد معتبر من الأئمة والعلماء المتخصصين في شتي المجالات يعملون كأساتذة في هذه المدرسة مع العلم أن الدراسة فيها بالمجان وهي ترحب بكل الذين يريدون الالتحاق بها وأبوابها مفتوحة عبر السنة كلها.